# Nisaen (cheval)
Le nisaen, ou nisaean ou encore niséen, est une race de chevaux originaire de la plaine de Nisae. Mentionné pour la première fois par Hérodote, il semble avoir été fameux durant une partie de l'Antiquité, représentant une arme stratégique décisive et un objet de vénération pour les Perses. 

## Mentions écrites
La première référence écrite connue mentionnant le cheval nisaen remonte aux alentours de 430 av. J.-C., dans les Histoires d'Hérodote, lorsqu'il décrit les armées de Xerxès Ier quittant Sardes :

« Devant le roi arrivent d'abord un millier de cavaliers, des hommes d'élite de la nation perse - puis un millier de lanciers, du même choix de troupes, avec leurs fers de lance pointés vers le sol - dix chevaux sacrés appelés Nisaean, tous délicatement caparaçonnés. (Maintenant, ces chevaux sont appelés Nisaean, parce qu'ils viennent de la plaine de Nisaean, une grande plaine des terres médianes, donnant des chevaux de taille inhabituelle). »

— Hérodote, Histoires
Selon Hérodote, ces chevaux tractent le char du roi perse.
Masistios, un commandant de la cavalerie perse, aurait monté un cheval nisaen avec un mors en or, en portant lui-même une armure d'or. D'après Diodore de Sicile le troupeau est évalué à 60 000 têtes du temps d'Alexandre le Grand. Strabon, dans sa Géographie, mentionne les chevaux nisaens, exceptionnels par leur beauté et par leur taille, et indique qu'ils étaient réservés au service personnel des rois perses. Toujours selon lui, le satrape d'Arménie devait envoyer chaque année au roi perse 20 000 poulains nisaens pour les montrer lors des fêtes en l'honneur de Mithra. D'après Arrien, ces chevaux sont encore célèbres au IVe siècle av. J.-C., puisqu'il y fait référence dans le cadre des expéditions d'Alexandre le Grand,. Arrien précise que leur nombre n'excède plus les 50 000 têtes à cause de nombreux vols de chevaux, alors que le cheptel était trois fois plus nombreux du temps des Mèdes.
Strabon fait lui aussi référence à ces chevaux lorsqu'il parle de la cavalerie des Parthes, comparant leurs montures aux chevaux Nisaen élevés cinq siècles auparavant par les rois achéménides. Il estime que ces montures provenaient d'Arménie. Oppien de Syrie fournit d'autres détails.

## Description
D'après la docteure en histoire grecque et romaine Carolyn Willekes, qui a analysé diverses représentations, le Nisaen présente une apparence très distinctive.
Son profil de tête est convexe (dit « de bélier »), et son encolure est épaisse et puissante. 
La couleur de robe n'est pas connue de façon certaine, puisqu'Hérodote ne la mentionne pas. Oppien de Syrie décrit ces chevaux avec une tête portée haut, et une crinière dorée qui vole au vent.  D'après lui, les chevaux nisaen étaient célèbres pour leur beauté et recherchés des princes, pourvus d'allures agréables sous la selle et obéissants au mors.
Ils semblent avoir été particulièrement rapides. Aristote se réfère aux chameaux d'Asie en disant qu'ils étaient « encore plus rapides que les chevaux Nisean ». Ces chevaux étaient vénérés, ou du moins, considérés comme sacrés par les Perses.

## Analyses
D'après Strabon et Hérodote, ces chevaux proviendraient des Mèdes, mais d'autres sources évoquent l'Arménie. Quoi qu'il en soit, ils représentent une pièce maîtresse pour la cavalerie de l'armée perse. Elwyn Hartley Edwards surnomme le Nisaen le « super-cheval de l'Antiquité ». Il est probable qu'ils soient utilisés par la cavalerie séleucide.